# 2023 au Liberia
 2021 par pays en Afrique — 2022 par pays en Afrique — 2023 par pays en Afrique — 2024 par pays en Afrique — 2025 par pays en Afrique
Cet article traite des événements qui se sont produits durant l'année 2023 au Liberia.

## Événements

### Janvier
- x

### Février
- x

### Mars
- x

### Avril
- x

### Mai
- x

### Juin
- x

### Juillet
- x

### Août
- x

### Septembre
- x

### Octobre
- 10 octobre :  élections législatives, élections sénatoriales et élection présidentielle.

### Novembre
- 14 novembre : élection présidentielle (2d tour).

### Décembre
- x

#### L'année 2023 dans le reste du monde
- L'année 2023 dans le monde
- 2023 en Afrique
- 2023 en Europe, 2023 dans l'Union européenne, 2023 en Belgique, 2023 en France, 2023 en Italie, 2023 en Suisse
- 2023 par pays en Amérique • 2023 par pays en Asie • 2023 en Océanie
- 2023 aux Nations unies
- Décès en 2023
- Pandémie de Covid-19 au Liberia